# Vauclaix
Vauclaix ist eine französische Gemeinde mit 135 Einwohnern (Stand: 1. Januar 2022) im Département Nièvre in der Region Bourgogne-Franche-Comté. Sie gehört zum Arrondissement Clamecy und zum Kanton Corbigny. 

## Geographie
Vauclaix liegt etwa 55 Kilometer südsüdöstlich von Auxerre im Morvan. Umgeben wird Vauclaix von den Nachbargemeinden von Lormes im Norden, Gâcogne im Osten, Mhère im Südosten, Montreuillon im Süden sowie Cervon im Westen.

## Bevölkerungsentwicklung
| Jahr                       | 1962 | 1968 | 1975 | 1982 | 1990 | 1999 | 2006 | 2011 | 2016 |
| Einwohner                  | 211  | 204  | 170  | 153  | 145  | 112  | 116  | 125  | 132  |
| Quellen: Cassini und INSEE |      |      |      |      |      |      |      |      |      |

## Sehenswürdigkeiten
- Kirche Sainte-Madeleine, 1881 erbaut